# Icelus canaliculatus
Icelus canaliculatus és una espècie de peix pertanyent a la família dels còtids.

## Descripció
- Fa 21,1 cm de llargària màxima i 80 g de pes.[4][5][6]

## Depredadors
A les illes Kurils és depredat per Anoplopoma fimbria i Polypera simushirae, i a la resta de Rússia per Bathyraja aleutica i Bathyraja matsubarai.

## Hàbitat
És un peix marí, demersal i de clima temperat que viu entre 20-1.005 m de fondària (normalment, entre 400 i 600).

## Distribució geogràfica
Es troba al Pacífic nord: des de Hokkaido (el Japó) i el mar de Bering fins a les illes Aleutianes i el Golf d'Alaska.

## Observacions
És inofensiu per als humans.